# Ротенштрайх, Натан
Натан Ротенштрайх (ивр.  נתן רוטנשטרייך‎;
31 марта 1914 , Самбор, Австро-Венгрия — 11 октября 1993) — израильский философ, профессор, доктор философии (1938). Член Израильской академии естественных и гуманитарных наук (1959). Общественный деятель. Депутат кнессета. Переводчик.
Лауреат Государственной премии Израиля (1963) и Литературной премии им. Бялика (1991).

## Биография
Сын сионистского политика, члена польского сейма Эфраима Фишеля Ротенштрайха. Под влиянием отца стал активным членом сионистской молодёжной организации Gordonia. В 1932 году он эмигрировал в Палестину.
Окончил философский факультет Еврейского университета в Иерусалиме. Доктор наук с 1938 года. Затем обучался в Чикагском университете. С 1949 года работал в Еврейском университете Иерусалима, с 1950 года — преподаватель, позже декан факультета гуманитарных наук и искусств (1958—1962), ректор Еврейского университета в Иерусалиме с 1965 по 1969 год.
Член Израильской академии естественных и гуманитарных наук с 1959 года и её вице-президент до момента смерти.
В 1973 году был назначен первым председателем Комитета по планированию и бюджетированию Совета по высшему образованию в Израиле. Активно участвовал в общественной жизни в Израиле, некоторое время был членом социалистической партии МАПАЙ («Партии рабочих Земли Израильской», доверенным лицом Давида Бен-Гуриона, позже стал его оппонентом. Участвовал в публичных дебатах с Д. Бен-Гурионом по поводу его взглядов на роль еврейского государства в истории. Депутат кнессета от партии МАПАЙ. Несмотря на членство в партии, считал себя независимым интеллектуалом. Свои политические взгляды выражал во многих статьях, опубликованных в израильских газетах.

## Научная деятельность
Н. Ротенштрайх — ведущий международный ученый в области философии немецкого идеализма, особенно, Иммануила Канта.
Посвятил ряд книг проблемам современного еврейства: «Аль-ха-кийю́м ха-иехуди́ ба-зма́н ха-зе́» («О еврейском бытии в настоящее время», 1972), «Ийюни́м ба-циону́т ба-зма́н ха-зе́» («Исследования современного сионизма», 1977), «Ийюни́м ба-махашава́ ха-иехуди́т ба-зма́н ха-зе́» («Исследования современной еврейской мысли», 1978). В центре интересов Н. Ротенштрайха — стремление понять отношение между еврейской традицией и современным еврейским бытием.
Автор 80 книг и более 1000 научных работ на разных языках в ведущих международных философских изданиях, участник создания «Еврейской энциклопедии». Написал ряд статей для раздела по истории философии. Опубликовал перевод на иврит фундаментальных философских работ Канта:
- «Критика чистого разума»
- «Критика практического разума»
- «Критика способности суждения»

За что в 1964 году был награждён премией Черниховского.
Принимал участие в Международном философском конгрессе в Вене в 1968 году.
Член Института международной философии в Париже.
Защищал на международном уровне право Израиля на самооборону против угрозы со стороны арабских государств.

## Избранные труды
- Zionism: Past and Present. Aufsätze. Albany, NY: State University of New York Press, 2007
- Karlfried Gründer, Nathan Rotenstreich: Aufklärung und Haskala in jüdischer und nichtjüdischer * Sicht. Tübingen: Niemeyer, 1990
- Reason and its manifestations: a study on Kant and Hegel. Stuttgart: Frommann-Holzboog, 1996
- Time and meaning in history. Dordrecht: Reidel, 1987
- Reflection and action. Dordrecht: Nijhoff, 1985
- Legislation and exposition: critical analysis of differences between the philosophy of Kant and Hegel. Bonn: Bouvier, 1984
- Wege zur Erkennbarkeit der Welt. Freiburg (Breisgau): Alber, 1983
- Theory and practice: an essay in human intentionalities. Den Haag: Nijhoff, 1977
- From substance to subject: studies in Hegel. Den Haag: Nijhoff, 1974
- Experience and its systematization. Den Haag: Nijhoff, 1972, 2. and enlarged ed.
- Basic Problems of Marx’s philosophy. Indianapolis: Bobbs-Merrill Co., 1965
- The recurring Pattern. London: Weidenfeld and Nicolson, 1963
- Min Ha-Yesod, Kovetz. 1962